# Baran Kosari

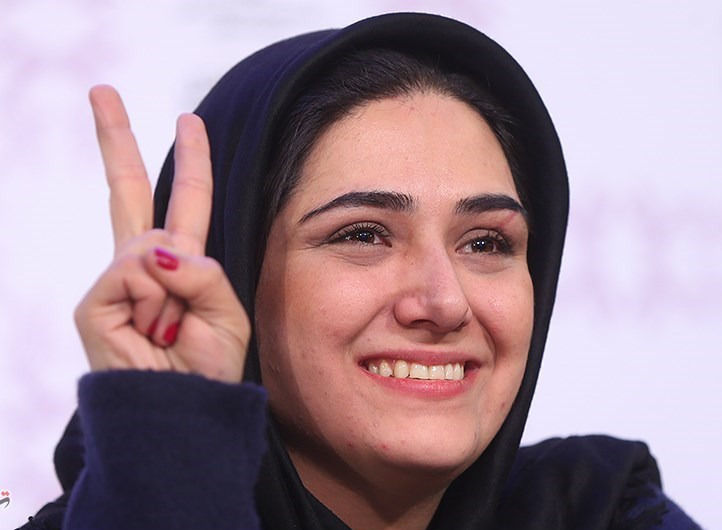
Baran Kosari (2016)

Baran Kosari (persisch باران کوثری‎; * 17. Oktober 1985 in Teheran) ist eine iranische Schauspielerin.
Sie ist die Tochter der Regisseurin Rakhshan Bani-Etemad und des Produzenten Jahangir Kosari.

## Leben
Ihre erste Schauspielerfahrung sammelte sie in dem Film ihrer Mutter Behtarin baba-ye donya (internationaler Titel: The Best Papa of the World). Danach hatte sie noch weitere Auftritte in Filmen ihrer Mutter wie z. B. Nargess (1991), Roosari abi (1994) oder dem Kurzfilm Baran-O-Bumi. Sie ist seit 2007 verheiratet.

## Filmografie (Auswahl)
- 1997: Banoo-ye Ordibehesht
- 1998: Ghesse-ha-ye Kish
- 2001: Roozegar-e ma
- 2001: Zir-e poost-e shahr
- 2003: Raghs dar ghobar
- 2004: Khabgah-e dokhtaran
- 2005: Gilane
- 2005: Sahebdelan
- 2006: Nasle jadooyi
- 2006: Taghato
- 2006: Khoon bazi
- 2006: Ruze sevom
- 2008: Dayereh-e zangi
- 2009: Hich
- 2009: Lotfan Mozahem Nashavid
- 2010: Puzzle (Ghesseye Parya)
- 2010: Man Madar Hastam
- 2010: Asb Heyvane Najibist
- 2018: Araghe Sard (fr.: La Permission, engl.: Cold Sweat)

## Auszeichnungen
- Beste Darstellerin – 1e Nationaal Jong Iraans Film Festival (Erstes nationales Filmfestival des jungen iranischen Films), Ablah  (2010)

## Ressourcen
- Baran kosari instagram
- Baran News